# Festival international du film de Toronto 2001
Le Festival international du film de Toronto 2001, 26e édition du festival, s'est déroulé du 6 au 15 septembre 2001.

## Prix
| Prix                                                    | Film                                | Réalisateur            |
| ------------------------------------------------------- | ----------------------------------- | ---------------------- |
| People's Choice Award (Prix du public)                  | Le Fabuleux Destin d'Amélie Poulain | Jean-Pierre Jeunet     |
| Discovery Award                                         | Chicken Rice War (en)               | Chee Kong Cheah (en)   |
| Best Canadian Feature Film                              | Atanarjuat                          | Zacharias Kunuk        |
| Best Canadian First Feature Film                        | Inertia (en)                        | Sean Garrity (en)      |
| Best Canadian Short Film                                | Film(dzama)                         | Deco Dawson            |
| FIPRESCI International Critics' Award                   | Inch'Allah dimanche                 | Yamina Benguigui       |
| FIPRESCI International Critics' Award - Special Mention | Mein Stern                          | Valeska Grisebach      |
| FIPRESCI International Critics' Award - Special Mention | Khaled (en)                         | Asghar Massombagi (en) |

## Programmes

### Viacom Galas
- Cet amour-là de Josée Dayan
- Tmavomodrý svět de Jan Svěrák
- Enigma de Michael Apted
- From Hell d'Albert Hughes et Allen Hughes
- Cœurs perdus en Atlantide (Hearts in Atlantis) de Scott Hicks
- Lantana de Ray Lawrence
- Juste un baiser (L'ultimo bacio) de Gabriele Muccino
- Last Orders de Fred Schepisi
- Last Wedding de Bruce Sweeney (en)
- La Maison sur l'océan (Life as a House) d'Irwin Winkler
- Le Mariage des moussons (Monsoon Wedding) de Mira Nair
- No Man's Land de Danis Tanović
- Novocaïne (Novocaine) de David Atkins
- Un amour à New York (Serendipity) de Peter Chelsom
- Taking Sides, le cas Furtwängler (Taking Sides) d'István Szabó
- Tosca de Benoît Jacquot
- Training Day d'Antoine Fuqua
- Le Triomphe de l'amour de Clare Peploe

### Canadian Open Vault
- The Grey Fox de Phillip Borsos

### Contemporary World Cinema
- À ma sœur ! de Catherine Breillat
- Abandoned d'Árpád Sopsits
- Absolument fabuleux de Gabriel Aghion
- Adresse inconnue (Address Unknown) de Kim Ki-duk
- Adrift de Michiel van Jaarsveld
- All About Lily Chou-Chou de Shunji Iwai
- Après la réconciliation d'Anne-Marie Miéville
- Asoka de Santosh Sivan
- Ball in the House de Tanya Wexler
- Bārān de Majid Majidi
- Beijing Bicycle de Wang Xiaoshuai
- Big Bad Love d'Arliss Howard
- Brainstorm de Laís Bodanzky
- Broken Silence de Montxo Armendáriz
- The Business of Strangers de Patrick Stettner
- C'est la vie de Jean-Pierre Améris
- Chungkai, le camp des survivants (To End All Wars) de David L. Cunningham
- La ciénaga de Lucrecia Martel
- La Commune (Paris, 1871) de Peter Watkins
- Danny Balint (The Believer) de Henry Bean
- The Daughter of Keltoum de Mehdi Charef
- The Days Between de Maria Speth
- Deathrow de Joel Lamangan
- Delbaran d'Abolfazl Jalili
- Distance de Hirokazu Kore-eda
- A Dog's Day de Murali Nair
- Dust de Milcho Manchevski
- Eden d'Amos Gitaï
- L'Emploi du temps de Laurent Cantet
- Fluffer de Richard Glatzer et Wash West
- Get a Life de João Canijo
- The Grey Zone de Tim Blake Nelson
- Harmful Insect d'Akihiko Shiota
- Hi, Tereska de Robert Gliński
- L'Homme sans frontière (The Hired Hand) de Peter Fonda
- Honey For Oshún de Humberto Solás
- Mon cher ennemi (How Harry Became a Tree) de Goran Paskaljević
- Hush! de Ryōsuke Hashiguchi
- Tableau de famille (Ignorant Fairies) de Ferzan Özpetek
- Jan Dara de Nonzee Nimibutr
- The Jimmy Show de Frank Whaley
- Lagaan d'Ashutosh Gowariker
- Le Lait de la tendresse humaine de Dominique Cabrera
- Lan Yu de Stanley Kwan
- Late Marriage de Dover Kosashvili
- Latitude Zero de Toni Venturi
- Light of My Eyes de Giuseppe Piccioni
- Loco Fever d'Andrés Wood
- Loin d'André Téchiné
- Lovely & Amazing de Nicole Holofcener
- Lovely Rita de Jessica Hausner
- L'Homme d'Elysian Fields (The Man from Elysian Fields) de George Hickenlooper
- Manic de Jordan Melamed
- Margarita Happy Hour d'Ilya Chaiken
- Markova: Comfort Gay de Gil M. Portes
- Maya de Digvijay Singh
- Mirror Image de Hsiao Ya-chuan
- Musa - The Warrior de Kim Sung-su
- My Kingdom de Don Boyd
- Nadia (Birthday Girl) de Jez Butterworth
- Les Neuf Reines (Nine Queens) de Fabián Bielinsky
- No Shame de Joaquín Oristrell
- The Only Journey of His Life de Laskis Papastathis
- The Orphan of Anyang de Wang Chao
- Otilia de Dana Rotberg
- Passport de Péter Gothár
- Pauline et Paulette de Lieven Debrauwer
- Piñero de Leon Ichaso
- Le Pornographe de Bertrand Bonello
- The Quickie de Sergueï Bodrov
- Quitting de Zhang Yang
- Rain de Christine Jeffs
- Reines d'un jour de Marion Vernoux
- Revolution de Tim McCann
- La Route (The Road) de Darezhan Omirbaev
- Samsâra de Pan Nalin
- Secret Ballot de Babak Payami
- Lucia et le Sexe (Lucía y el sexo) de Julio Médem
- Silent Partner de Alkinos Tsilimidos
- Sisters de Sergueï Sergueïevitch Bodrov
- Slogans de Gjergj Xhuvani
- Strumpet de Danny Boyle
- La Tentation de Jessica (Kissing Jessica Stein) de Charles Herman-Wurmfeld
- Tuesday de Geoff Dunbar
- Under the Skin of the City de Rakhshan Bani-Etemad
- Unfinished Song de Maziar Miri
- Vacuuming Completely Nude In Paradise de Danny Boyle
- Violet Perfume (Nobody Hears You) de Maryse Sistach
- Waterboys de Shinobu Yaguchi
- What Time Is It There? de Tsai Ming-liang
- Y tu mamá también d'Alfonso Cuarón
- The Zookeeper de Ralph Ziman
- Zus & Zo de Paula van der Oest

### Dialogues: Talking with Pictures
- L'Ange exterminateur (El ángel exterminador) de Luis Buñuel
- L'Ultime Razzia (The Killing) de Stanley Kubrick
- Rollerball de Norman Jewison
- Macadam à deux voies (Two-Lane Blacktop) de Monte Hellman
- Les Fraises sauvages (Smultronstället) d'Ingmar Bergman

### Director's Spotlight
- Tierische Liebe d'Ulrich Seidl
- Dog Days d'Ulrich Seidl
- Mit Verlust ist zu rechnen d'Ulrich Seidl
- Models d'Ulrich Seidl

### Découverte
- Aoi haru (ja) de Toshiaki Toyoda
- Apsolutnih sto de Srdan Golubović
- Asuddelsole de Pasquale Marrazzo (it)
- The Bank (en) de Robert Connolly
- Everybody Says I'm Fine! (en) de Rahul Bose
- Café de la plage de Benoît Graffin
- Happy Man (pl) (Szczęśliwy człowiek) de Małgorzata Szumowska
- Jiyuan qiaohe (en) de Chee Kong Cheah (en)
- Killing Angel (Mr In-Between) de Paul Sarossy
- Magonia (nl) d'Ineke Smits
- Chère Martha (Bella Martha) de Sandra Nettelbeck
- Mein Stern de Valeska Grisebach
- Nabi de Moon Seung-wook
- Pain et Lait (Kruh in mleko) de Jan Cvitkovič
- Le Souffle de Damien Odoul
- La Spagnola (en) de Steve Jacobs

### Jean Pierre Lefebvre: Vidéaste
- L'Âge des images I : Le Pornolithique de Jean Pierre Lefebvre
- L'Âge des images II : L'Écran invisible de Jean Pierre Lefebvre
- L'Âge des images III : Comment filmer Dieu de Jean Pierre Lefebvre
- L'Âge des images IV : Mon chien n'est pas mort de Jean Pierre Lefebvre
- L'Âge des images V : La Passion de l'innocence de Jean Pierre Lefebvre
- La Chambre blanche de Jean Pierre Lefebvre
- Le jour S... de Jean Pierre Lefebvre
- Mon amie Pierrette de Jean Pierre Lefebvre
- Le Vieux Pays où Rimbaud est mort de Jean Pierre Lefebvre

### Masters
- Éloge de l'amour de Jean-Luc Godard
- L'Anglaise et le Duc (The Lady and the Duke) d'Éric Rohmer
- Buñuel and King Solomon's Table de Carlos Saura
- The Diaries of Vaslav Nijinski de Paul Cox
- Je rentre à la maison de Manoel de Oliveira
- Millennium Mambo de Hou Hsiao-hsien
- Mulholland Drive de David Lynch
- The Navigators de Ken Loach
- La Pianiste (Die Klavierspielerin) de Michael Haneke
- The Profession of Arms d'Ermanno Olmi
- Pulse de Kiyoshi Kurosawa
- The Son's Room de Nanni Moretti
- The Sun Behind the Moon de Mohsen Makhmalbaf
- Trouble Every Day de Claire Denis
- Warm Water Under a Red Bridge de Shōhei Imamura

### Midnight Madness
Midnight Madness
- The American Astronaut de Cory McAbee
- Antinome de Grégory Morin
- Bang Rajan de Tanit Jitnukul
- The Bunker de Rob Green (en)
- Clip Cult (Vol. 1) de Chris Cunningham, Hiroyuki Nokomo, Kouji Morimoto, Spike Jonze, Michele Gondry, Mark Adcock et Antoine Bardou Jaquet
- Dogtown and Z-Boys de Stacy Peralta
- Eat de Bill Plympton
- Electric Dragon 80.000 V de Gakuryū Ishii
- Fulltime Killer de Johnnie To et Wai Ka-fai
- Ichi the Killer de Takashi Miike
- Le Pacte des loups de Christophe Gans
- Versus, l'ultime guerrier de Ryūhei Kitamura

### National Cinema Programme
- Amatørene (no) de Pål Sletaune
- Elling de Petter Næss
- Fiasco de Ragnar Bragason
- Gossip (sv) de Colin Nutley
- Heftig og begeistret (no) de Knut Erik Jensen (no)
- Íslenski draumurinn (is) de Róbert I. Douglas (is)
- Italian for Beginners de Lone Scherfig
- Jalla! Jalla! de Josef Fares
- Joki de Jarmo Lampela
- En kærlighedshistorie d'Ole Christian Madsen
- Maa (fi) de Veikko Aaltonen
- Når nettene blir lange (no) de Mona Hoel (no)
- Ode to a Hunter de Per Fronth (no)
- En sång för Martin de Bille August
- Så vit som en snö de Jan Troell

### Perspective canadienne
- Black Soul de Martine Chartrand
- 1:1 de Richard Reeves
- After de Byron Lamarque
- L'Ange de goudron de Denis Chouinard
- Un Arbre avec un chapeau de Pascal Sanchez
- The Art of Woo de Helen Lee
- Century Hotel de David Weaver
- Charlie Noir de Keith Davidson
- Un Crabe dans la tête d'André Turpin
- Cyberman de Peter Lynch
- La Femme qui boit de Bernard Émond
- FILM(dzama) de deco dawson
- The Frank Truth de Rick Caine
- A Fresh Start de Jason Buxton
- The Green de Paul Carrière
- I Shout Love de Sarah Polley
- In Memoriam d'Aubrey Nealon
- Inertia (en) de Sean Garrity (en)
- Inséparables de Normand Bergeron
- Instant Soup de Bridget Hill
- Jean Laliberté: A Man, His Vision and a Whole Lot of Concrete de Philippe Falardeau
- The Judgment de Serge Marcotte
- Khaled (en) d'Asghar Massombagi (en)
- Lilith on Top de Lynne Stopkewich
- Lip Service: A Mystery d'Ann Marie Fleming
- Lola de Carl Bessai
- Lollipops de Graham Tallman
- Mariages de Catherine Martin
- On Their Knees d'Anais Granofsky
- Rare Birds de Sturla Gunnarsson
- Remembrance de Stéphanie Morgenstern
- Romain et Juliette de Frédéric Lapierre
- Scènes d'enfants de Lara Fitzgerald
- Self: (Portrait/Fulfillment) A Film de the Blob Thing de Brian Stockton
- Sight Under Construction de John Kneller
- Silent Song d'Elida Schogt
- Soowitch de Jean-François Rivard
- Strange Invaders de Cordell Barker
- Suddenly Naked d'Anne Wheeler
- Three Sisters on Moon Lake de Julia Kwan
- The Topic of Cancer de Ramiro Puerta
- Touch de Jeremy Podeswa
- Treed Murray de William Phillips
- Walk Backwards de Laurie Maria Baranyay
- Westray de Paul Cowan

### Planet Africa
- É Minha Cara/That's My Face de Thomas Allen Harris
- 100 Days de Nick Hughes
- L'Afrance d'Alain Gomis
- Bintou de Fanta Regina Nacro
- The Father d'Ermias Woldeamlak
- Inch'Allah dimanche de Yamina Benguigui
- Karmen de Joseph Gaï Ramaka
- The Killing Yard d'Euzhan Palcy
- Malunde de Stefanie Sycholt
- Mouka d'Adama Roamba
- Paris XY de Zeka Laplaine
- Snipes de Richard Murray
- Surrender de Celine Gilbert

### Real to Reel
- Carving Out Our Name de Tony Zierra (en)
- El Caso Pinochet de Patricio Guzmán
- Chop suey de Bruce Weber
- Digital Short Films de Three Filmmakers: In Public de Jia Zhangke, Digitopia, réalisé par John Akomfrah et A Conversation With God réalisé par Tsai Ming-liang
- Facing the Music (en) de Bob Connolly (en) et Robin Anderson (en)
- Fidel (en) d'Estela Bravo
- Grateful Dawg (en) de Gillian Grisman
- Hell House (en) de George Ratliff
- How's Your News? d'Arthur Bradford (en)
- It's About Time (Zmani) d'Ayelet Menahemi (he) et Elona Ariel
- James Ellroy's Feast of Death de Vikram Jayanti (en)
- Riben guizi (ja) de Minoru Matsui
- Señorita extraviada de Lourdes Portillo (en)
- Much Ado About Something de Michael Rubbo
- Nazareth 2000 de Hany Abu-Assad
- Okie Noodling (en) de Bradley Beesley (en)
- Privé de Heddy Honigmann
- Promesses (Promises) de Justine Shapiro, B.Z. Goldberg et Carlos Bolado
- The Struma de Simcha Jacobovici
- The Universal Clock: The Resistance of Peter Watkins de Geoff Bowie
- Kriegerin des Lichts (de) de Monika Treut

### Présentation spéciale
- Atanarjuat de Zacharias Kunuk
- Braquages (Heist) de David Mamet
- Buffalo Soldiers de Gregor Jordan
- La Chambre des officiers de François Dupeyron
- Un chant de Noël (Christmas Carol: The Movie) de Jimmy T. Murakami
- Comment j'ai tué mon père d'Anne Fontaine
- L'Échine du Diable (El espinazo del diablo) de Guillermo del Toro
- Émile et les Détectives de Franziska Buch
- Le Fabuleux Destin d'Amélie Poulain de Jean-Pierre Jeunet
- Focus de Neal Slavin (en)
- Hotel de Mike Figgis
- Identité suspecte (Picture Claire) de Bruce McDonald
- In the Bedroom de Todd Field
- Ma femme est une actrice d'Yvan Attal
- Nosferatu le vampire (Nosferatu, eine Symphonie des Grauens) de Friedrich Wilhelm Murnau
- Prozac Nation d'Erik Skjoldbjærg
- The Safety of Objects de Rose Troche
- Rencontres à Manhattan d'Edward Burns
- Sur mes lèvres de Jacques Audiard
- Tape de Richard Linklater
- Thirteen Conversations About One Thing de Jill Sprecher
- Une virée en enfer (Joy Ride) de John Dahl
- Waking Life de Richard Linklater
- Who Is Cletis Tout? de Chris Ver Wiel
- World Traveler de Bart Freundlich

### Wavelengths
- ATOZ de Robert Breer
- Automatic Writing de Fred Worden
- Bade Dream II de Miles McKane
- The Back Steps de Leighton Pierce
- Color Study de Vincent Grenier
- Les Coquelicots de Rose Lowder
- The Dark Room de Minyong Jang
- The Deformation of the Setting Sun de Joseph Leclerc
- Didam d'Olivier Fouchard et Mahine Rouhi
- Emanance de Craig A. Lindley
- Engram Sepals (Melodramas 1994–2000) de Lewis Klahr
- Exposed de Siegfried A. Fruhauf
- Interior: New York Subway, 14th Street to 42nd Street de G.W. (Billy) Bitzer
- Intrude Sanctuary de Hsiao Shuo-wen
- L'Iris fantastique de Segundo de Chomón
- The Last Lost Shot de Cécile Fontaine
- Love's Refrain de Nathaniel Dorsky
- Lovesong de Stan Brakhage
- Marisa de Jacopo Quadri
- Mist de Matthias Müller
- Nipkow TV de Christian Hossner
- Outermost de Stephanie Maxwell et Allan Schindler
- Post mortem de Catherine Tanitte
- Premières images II d'Étienne-Jules Marey
- Le Roi des dollars de Segundo de Chomón
- Schichtwechsel de Christian Hossner
- Annabelle Serpentine Dance de William Kennedy Laurie Dickson et William Heise
- Shudder (Top and Bottom) de Michael Gitlin
- Sliding Off the Edge of the World de Mark Street
- Slit Scan Movie de Christian Hossner
- Soundings de Sandra Gibson
- Tree-line de Gunvor Nelson
- Trees in Autumn de Kurt Kren
- Wot the Ancient Sod de Diane Kitchen